# Changa (ресторан)

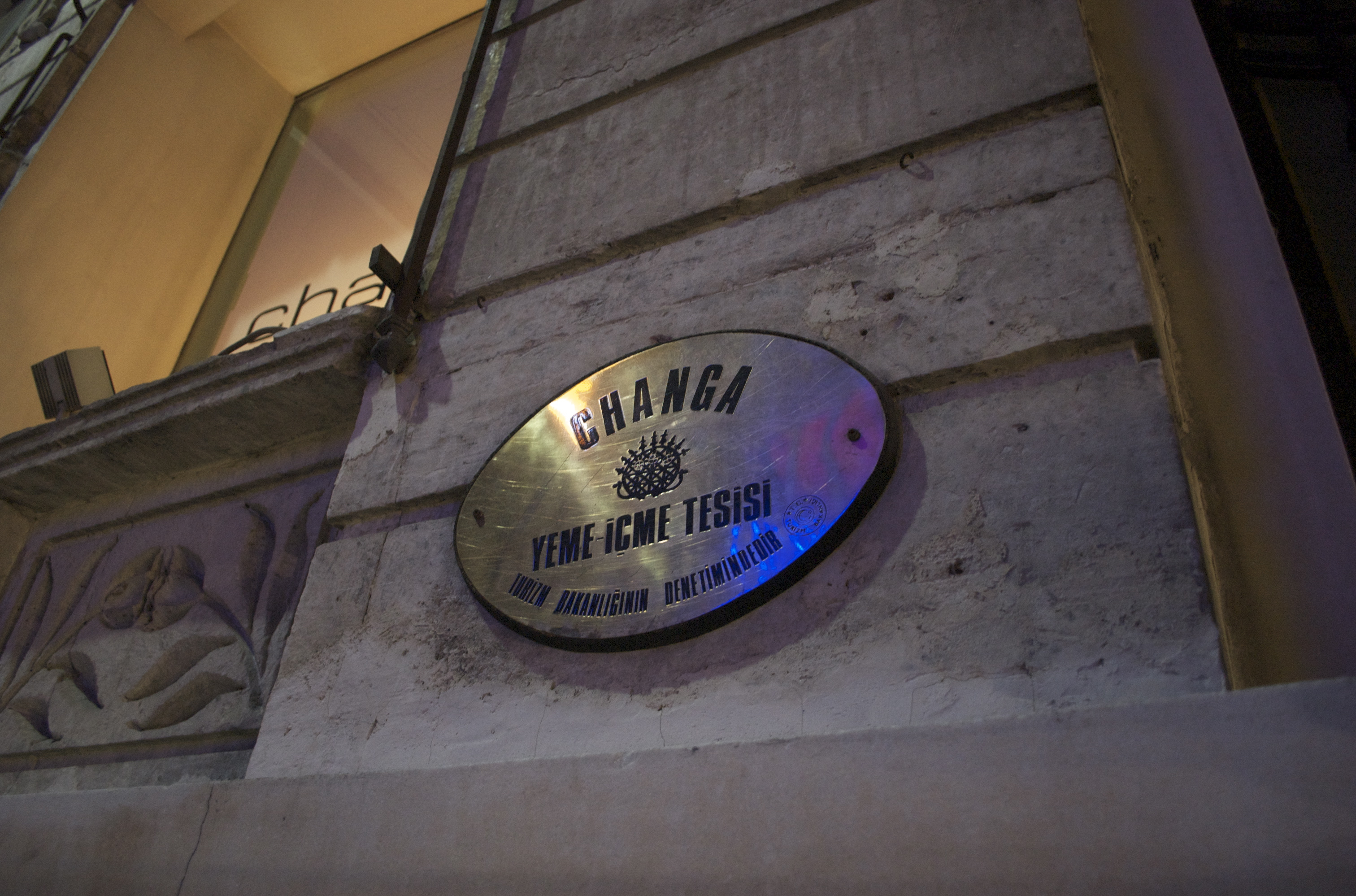
Вывеска с названием ресторана

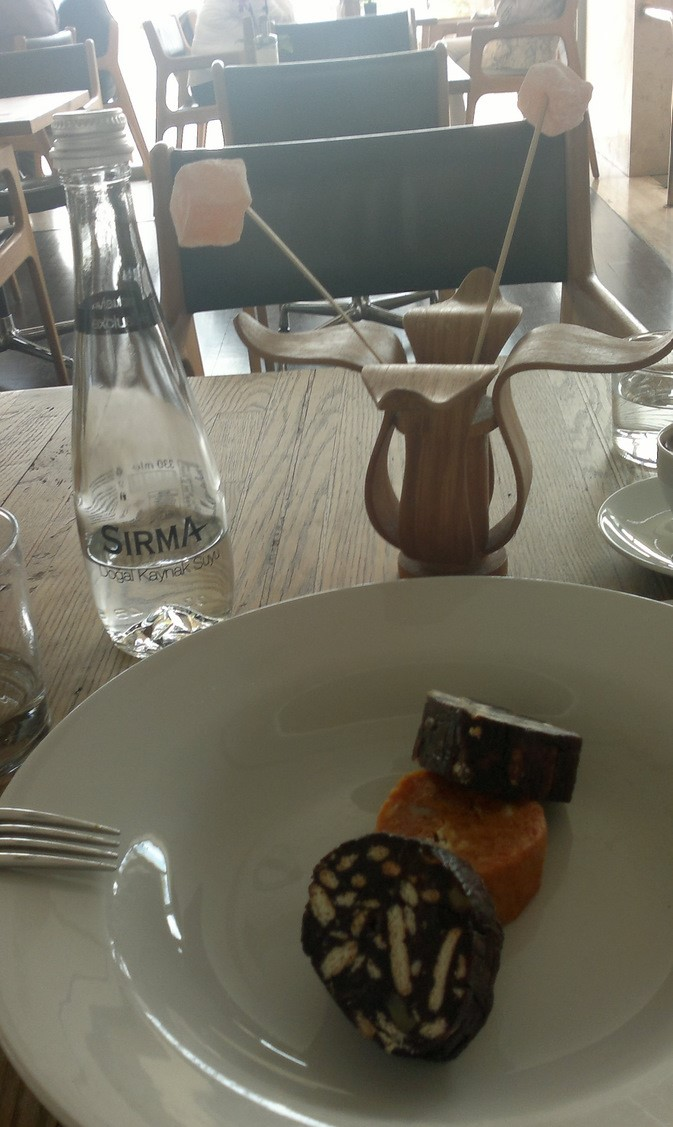
Интерьер ресторана

«Changa» — ресторан в Стамбуле (Турция), основанный в 1999 году и расположенный недалеко от площади Таксим. Им владеют рестораторы Тарык Баязит и Саваш Эртунч, заведение управляется известным новозеландским шеф-поваром Питера Гордоном. В 2002 году журнал «Restaurant» поставил этот ресторан на 39-е место в своём рейтинге 50 лучших ресторанов мира.
Название ресторана происходит от слова на языке суахили, означающего «смесь». Заведение располагается в отреставрированном доме в стиле модерн, построенном в 1903 году, и занимает все его четыре этажа. Его интерьер выполнен в классическом стиле с включением современных элементов. В ресторане одновременно могут разместиться 90 человек, а в баре — до 40. Для проведения частных мероприятий на четвёртом этаже оборудована столовая, вмещающая от 12 до 30 человек.
«Changa» специализируется на турецкой кухне, смешиваемой с современными блюдами, характерными для Тихоокеанского региона, с использованием кулинарного метода фьюжн, позволяющего мариновать, готовить и подавать натуральные ингредиенты из разных кухонь на одной тарелке.
Помимо попадания в рейтинг 50 лучших ресторанов мира, в 2002 году ресторан был удостоен премии «Общее отличное качество» по версии журнала «Time Out».

## Филиалы

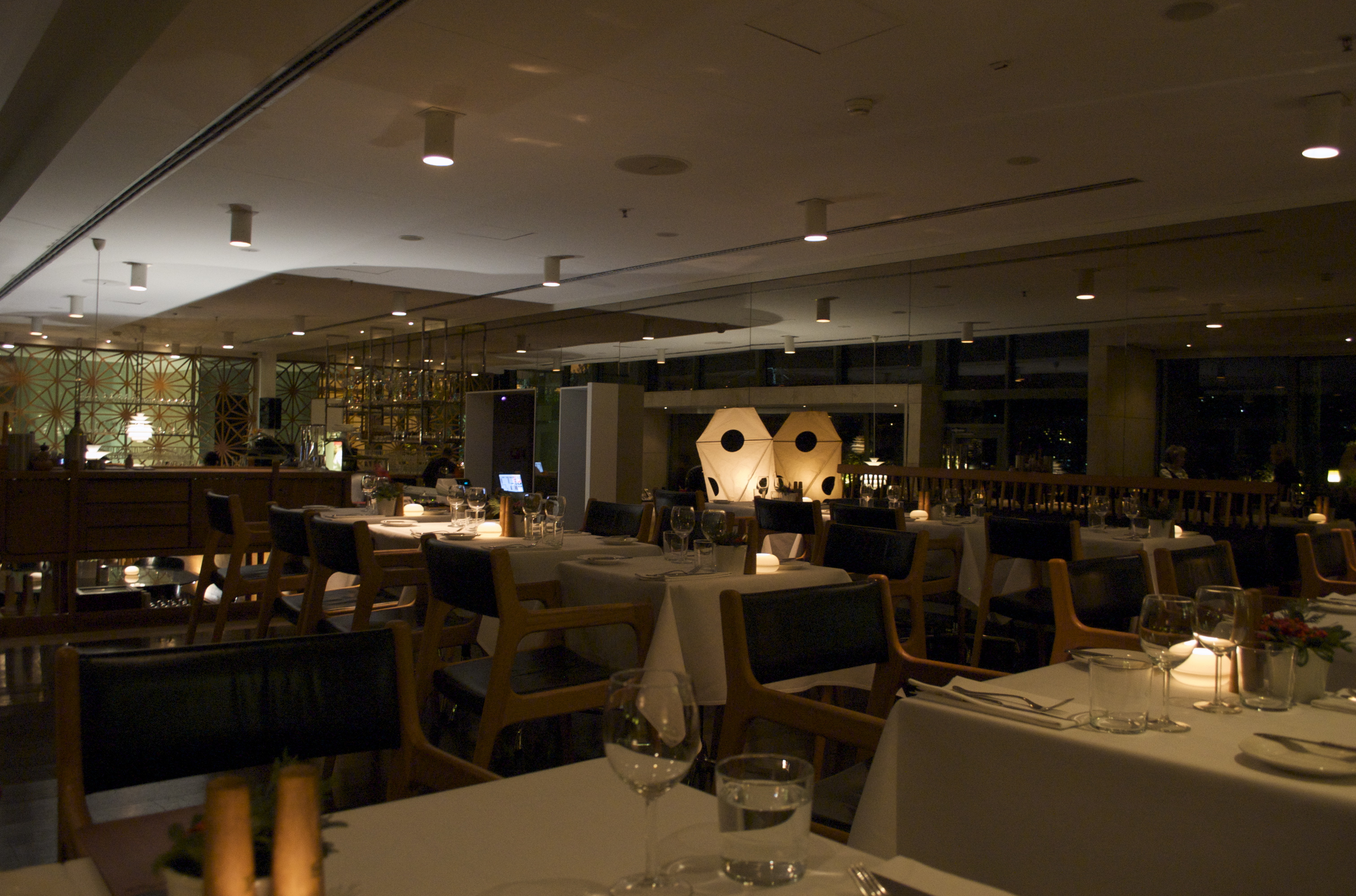
«Müzedechanga»

«Changa» в сотрудничестве с известным отелем в Бодруме, открыла в этом городе пляжный ресторан и бар в 2002 году.
В 2005 году ресторан открыл ещё один филиал — «Müzedechanga» (переводится как «Changa в музее»), в музее Сакыпа Сабанджи в Стамбуле с видом на Босфор.